# Ved Nytaarstid i Nøddebo Præstegaard
Ved Nytaarstid i Nøddebo Præstegaard er en roman, der blev udgivet i 1862 af professor, dr.theol. Henrik Scharling, som skrev under pseudonym: "Nicolai, 18 Aar gammel". Romanen havde han påbegyndt i Strasbourg og fuldendt, da han sejlede på Nilen. Romanen blev en stor succes og havde ved århundredeskiftet opnået 12 oplag. I 1875 fulgte en fortsættelse under titlen Min Hustru og jeg, Fortælling af Nicolai, ung Ægtemand.

## Handling og beliggenhed
I præstegårdsidyllen søger tre brødre lykken hos pastor Blichers to døtre Emmy og Andrea Margrethe, den ældste af brødrene Christopher Kastrup med tilnavnet "Gamle" er stud.theol., Frederik Kastrup med tilnavnet "Corpus Juris" er stud.jur., og den yngste af brødrene Nicolai Kastrup er stud.theol.
Størstedelen af Ved Nytaarstid i Nøddebo Præstegaard udspiller sig i den fiktive Nøddebo Præstegård, der ikke har noget at gøre med det nordsjællandske Nødebo (med ét d). I romanen fortælles det, at "Nøddebo Præstegaard ligger to Mil fra Roskilde ved Roskildefjordens Bredder".

## Teater- og filmversioner
Romanen blev dramatiseret som vaudeville-komedie af Elith Reumert for Folketeatret og havde premiere 1888 under titlen Nøddebo Præstegaard, der blev ét af Danmarks mest spillede teaterstykker.
Som stumfilm blev den instrueret af Frederik Schack-Nielsen i 1911. Filmversionerne fra hhv. 1934 og 1974 var juleklassikere i biograferne. Rollen som Nicolai har været spillet af Hans Kurt i filmversionen fra 1934 (iscenesat af George Schnéevoigt) og af Lars Høy i filmversionen fra 1974, der var instrueret af Peer Guldbrandsen.